# Dermanura
Dermanura — рід рукокрилих ссавців з родини листконосових (Phyllostomidae).